# ゴージャス (映画)
『ゴージャス』（原題：玻璃樽、英題：Gorgeous）は1999年公開の、ジャッキー・チェン主演の香港映画。

## 概要
ジャッキー・チェンには珍しいラブロマンス作品である。
当初の企画段階では、ジャッキーはプロデュースのみの担当で出演の予定はなかったが、その後紆余曲折を経て出演もすることとなった。もともとが少女プウを主人公とした話だったため、映画冒頭から約15分ほどはジャッキーが登場せず、前半部分はスー・チーが演じる少女プウを主人公とした展開となっている。
結末が異なる2バージョンが存在し、パイオニアLDC版VHS・DVDとポニーキャニオン版DVD・Blu-rayとではそれぞれ異なるバージョンが収録されている。
長年、ジャッキーの日本語吹替を担当してきた石丸博也は本作のほんわかした雰囲気などからお気に入りの作品として挙げている。

## ストーリー
台湾の漁村に住む少女プウ（スー・チー）は恋を夢見る女の子。仲良しのイルカと遊んでいたある日のこと、彼女は海岸に流れ着いた瓶を拾った。その中には「君を待っている」と書かれた手紙が入っていた。
運命の出会いを確信し、手紙にあった住所をたずねて飛行機で香港へと向かうプウ。ところが探し当てた手紙の主・美男子アルバート（トニー・レオン）はゲイで、手紙は別れた男性に宛てたものだった。がっかりしながらも、女嫌いの彼の家に無理やり泊まりこんだプウは、メイクアップ・アーチストである彼の仕事についていくことに。
洋上のクルーザーで行われる仕事の合間に双眼鏡で海を眺めていると、別のクルーザーで一人の男性が大勢の男たちに襲われているのを発見。海に飛び込んだ彼をモーターボートで助けに向かう。
助けた男の名はC・N・チェン（ジャッキー・チェン）。リサイクル会社を手がける大富豪だった。心優しい大人の男であるチェンに惹かれたプウは、アルバートの助けを借りてあの手この手で彼の気を引こうとアプローチ作戦を開始する。
一方、チェンもまた天真爛漫なプウの純粋さに惹かれていく。

## キャスト
| 役名                   | 俳優                             | 日本語吹替 | 日本語吹替   |
| 役名                   | 俳優                             | 旧ソフト版 | 新ソフト版   |
| ---------------------- | -------------------------------- | ---------- | ------------ |
| C・N・チェン           | ジャッキー・チェン               | 石丸博也   | 石丸博也     |
| プウ                   | スー・チー                       | 雨蘭咲木子 | 石塚理恵     |
| アルバート             | トニー・レオン                   | 山路和弘   | 藤原啓治     |
| ロンギー               | リッチー・レン                   | 桐本琢也   | 森川智之     |
| ロウ                   | エミール・チョウ                 | 大塚芳忠   | 安原義人     |
| プウの父               | チェン・ソンヨン                 | 富田耕生   | たてかべ和也 |
| プウの母               | エレイン・ジン                   | 一城みゆ希 | 高島雅羅     |
| チェンの執事ヤン       | タッツ・ラウ                     | 星野充昭   | 飛田展男     |
| アラン                 | ブラッドリー・ジェームス・アラン | 落合弘治   |              |
| ロウの部下（四大天王） | ロー・ワイコン                   | 小野健一   | 山野井仁     |
| 警官                   | チャウ・シンチー（友情出演）     | 星野充昭   | 檀臣幸       |
| 暴漢                   | サム・リー（特別出演）           |            |              |
| 暴漢                   | ティン・カイマン                 |            |              |
| レストランの支配人     | ロー・カーイン（特別出演）       | 水野龍司   |              |
| レストラン船長の客     | ラム・シュー（特別出演）         | 藤本譲     |              |
| カメラマン             | スティーブン・フォン             |            |              |
| カメラマン             | ダニエル・ウー                   |            |              |
| カメラマン             | ケン・ウォン                     |            |              |
| スリ                   | サンドラ・ン                     |            |              |
| スリ                   | リー・リクチー                   |            |              |
| 飛行機の乗客ロバート   | チョン・ダッミン                 | 多田野曜平 |              |
| 通行人                 | エリック・コット                 | 多田野曜平 |              |
| 通行人                 | ヴィンセント・コク               |            |              |

- 旧ソフト版：パイオニアLDC版VHS・DVD収録。演出：蕨南勝之、翻訳：久保喜昭。
- 新ソフト版：ポニーキャニオン版DVD・BD収録。演出：市来満。

## スタッフ
- 監督：ヴィンセント・コク
- 原案・脚本：アイヴィー・ホー、ヴィンセント・コク
- 製作総指揮：スティーブン・チュー、デヴィット・チェン
- 製作：ジャッキー・チェン
- 音楽：デニー・ウォン
- 美術：ハイ・チョンマン
- 衣装：ドラ・ン、シャーリー・チェン
- 編集：コン・チーリョン
- 特殊効果：メンフォン・エレクトロニック・アート社

## 作品解説

### 配役
プウ役の候補には当初スー・チーが挙げられていたが、スケジュールの都合で別の女優となり、さらに一転して結局はスー・チーが演じることになった。ジャッキー来日時のインタビューによると、最初に予定されていた女優が相手役にジャッキーを指名したが、ジャッキー自身は自分が演じたのでは観客に受け入れられないと考え断った。その後結局ジャッキーが演じることになったが、その女優に別のスケジュールが入ってしまったため、スー・チーが抜擢されたという。
売れっ子だったスー・チーは撮影当時、複数の映画の撮影を併行して同時に行っており、非常にハードなスケジュールだったが、プウ役を見事に演じ、ジャッキーは「近年、稀に見る質の高い女優」と絶賛した。

### 主題歌
本編には使用されていないが、日本での予告編のイメージ・ソングとして、SUZI KIMの「A WINTER LOVE SONG」と、hot hip trampoline schoolの「Brass Rockers」が使用され、予告編を盛り上げている。             